# ベンハード・ヤンセ・ヴァン・レンスバーグ
ベンハード・ヤンセ・ヴァン・レンスバーグ（Benhard Janse van Rensburg、1997年1月14日 - ）は、プレミアシップロンドン・アイリッシュに所属するラグビー選手。

## プロフィール
- 南アフリカ・プレトリア出身。
- ポジションはスタンドオフ(SO)、ウィング(WTB)、フルバック(FB)。
- 身長 185cm、体重 98kg
- ニックネームはベナ。
- U20南アフリカ代表に選ばれたことがある[1]。

## 略歴
レオポルド、シャークス、シャークス、キングス、フリーステート・チーターズ、チーターズを経て、2020年、NECグリーンロケッツに加入。
2021年2月20日にジャパンラグビートップリーグ第1節神戸製鋼コベルコスティーラーズ戦に先発出場で日本での公式戦初出場を果たす。同年6月、ロンドン・アイリッシュに加入。